# Merchants of Brooklyn
Merchants of Brooklyn — компьютерная игра, шутер от первого лица, разработанный американской компанией Paleo Entertainment и изданный 17 марта 2009 года только через интернет-сервис цифровой дистрибуции игр Steam компании Valve. Merchants of Brooklyn использует игровой движок CryEngine 2 разработки Crytek и является PC-эксклюзивом. Графической особенностью игры является применение технологии cel-shading, которую разработчики использовали для эффекта «мультяшности».
Действие игры разворачивается в далёком будущем, в 3100 году на Земле, в Нью-Йорке, который наполовину затоплен водой. Общество будущего сильно дифференцированно и несправедливо: на верхних этажах в роскоши живут богатые жители, а внизу в нищете проживает бедное население. С помощью клонирования элита общества возрождает неандертальцев для выполнения чёрной работы, а также службы телохранителями и в качестве гладиаторов.
В Merchants of Brooklyn в роли протагониста выступает Маттео — клонированный неандерталец, который борется с врагами и пробирается на верхние слои города. Merchants of Brooklyn — классический линейный шутер от первого лица, геймплей которого сосредоточен на «красочном» уничтожении врагов. Единственным нестандартным геймплейным элементом игры является роботизированный биомеханический протез Маттео, который протагонист может использовать в качестве нестандартного оружия.